# Circuito do Anhembi
O Circuito do Anhembi é um circuito de rua localizado no distrito de Santana, zona norte da cidade de São Paulo, que recebeu a São Paulo Indy 300, prova da IndyCar Series entre 2010 e 2013 e recebe o ePrix de São Paulo da Fórmula E.

## Circuito
O traçado recebeu este nome por percorrer os arredores do Anhembi Parque, incluindo a Avenida Olavo Fontoura, a Marginal Tietê, as ruas Massinet Sorcinelli, Mal. Leitão de Carvalho e o Sambódromo.
Foi construído especialmente para São Paulo Indy 300, um evento automobilístico que fazia parte da IndyCar Series. Sua reta, de 1.500 metros de extensão, é a maior da história da categoria, e os carros chegam aos 340 km/h.
Em 2023, voltou a sediar um evento de corrida para a temporada 2022–23 da Fórmula E, inaugurando o ePrix de São Paulo e usou boa parte do circuito original da IndyCar, entretanto, foi encurtado em 2 km para conseguir suportar os carros da categoria elétrica.

### Traçado
| Nº  | Nome                                   | Mapa |
| --- | -------------------------------------- | ---- |
|     | Reta do Sambódromo                     |      |
| 1-2 | Curva "S" do Samba                     |      |
| 3-4 | Curva Base Aérea                       |      |
|     | Avenida Olavo Fontoura (Reta de Marte) |      |
| 5   | Curva do Anhembi                       |      |
| 6   | Curva 14-bis                           |      |
| 7   | Curva do Pavilhão                      |      |
| 8   | Curva Esperia                          |      |
|     | Rua Mal. Leitão de Carvalho            |      |
| 9   | Curva das Docas                        |      |
|     | Rua Massinet Sorcinelli                |      |
| 10  | Curva Tietê                            |      |
|     | Marginal Tietê (Reta dos Bandeirantes) |      |
| 11  | Curva da Vitória                       |      |

## Vencedores

### Fórmula E
| Ano  | Piloto      | Equipe            | Detalhes | Fonte |
| ---- | ----------- | ----------------- | -------- | ----- |
| 2023 | Mitch Evans | Jaguar TCS Racing | Detalhes | [ 4 ] |

### IndyCar Series
| Ano  | Piloto            | Equipe             | Detalhes | Fonte |
| ---- | ----------------- | ------------------ | -------- | ----- |
| 2013 | James Hinchcliffe | Andretti Autosport | Detalhes | [ 5 ] |
| 2012 | Will Power        | Team Penske        | Detalhes | [ 6 ] |
| 2011 | Will Power        | Team Penske        | Detalhes | [ 7 ] |
| 2010 | Will Power        | Team Penske        | Detalhes | [ 8 ] |